# Kristján Jónsson (Schriftsteller)

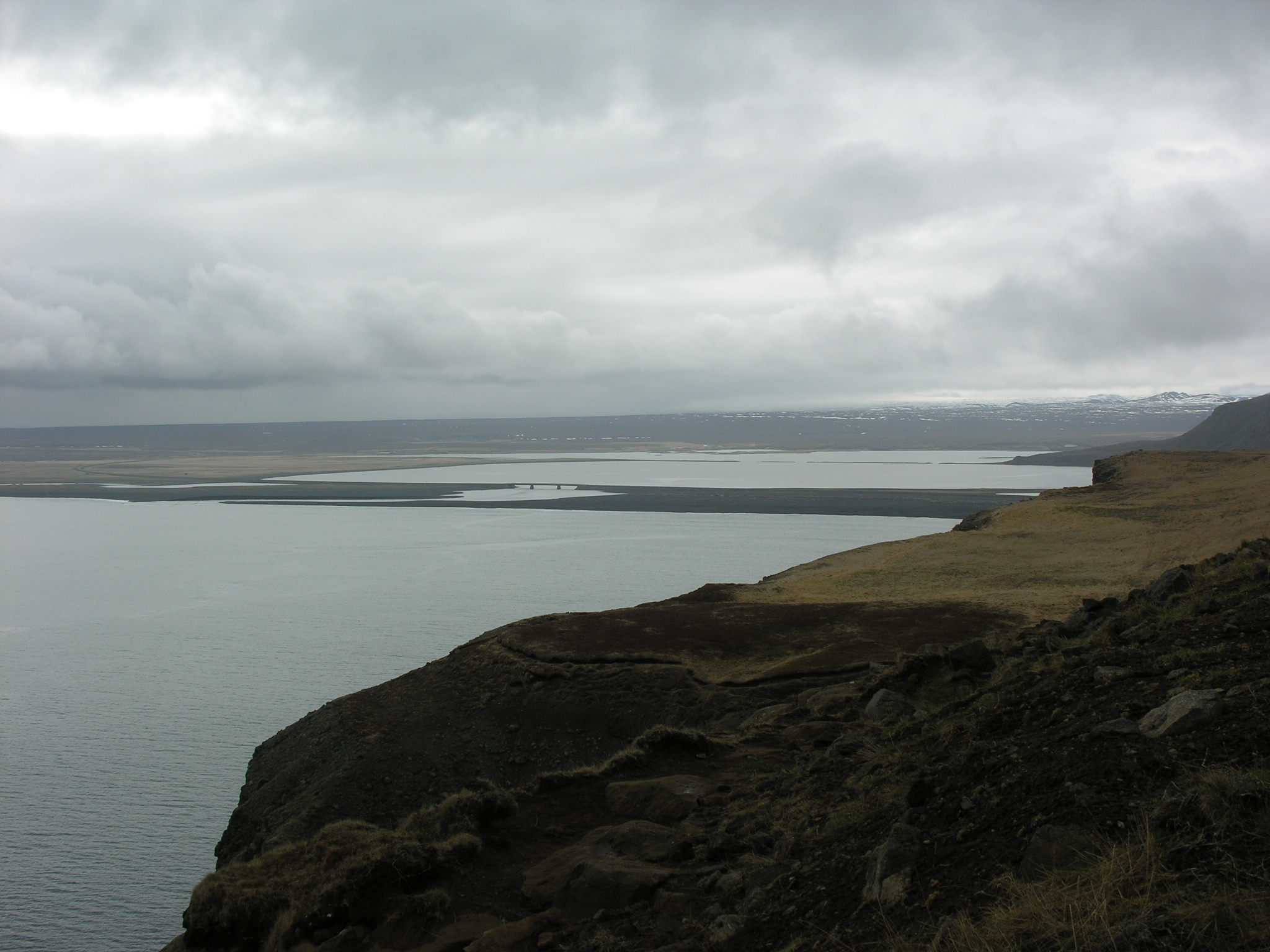
Lónslón am Öxarfjörður

Der Schriftsteller Kristján Jónsson, auch: Kristján Jónsson Fjallaskáld (* 20. Juni 1842 auf dem Hof Krossdalur im Kelduhverfi, Nordisland; † 9. April 1869 in Kópavogur, Island) war ein isländischer Dichter.

## Leben
Kristján Jónsson wurde im Jahre 1842 auf dem heute noch bestehenden Hof Krossdalur in Nordisland, nicht weit von Ásbyrgi, geboren. Die Familie zog allerdings schon vier Jahre später auf einen anderen Hof um, nach Auðbjargarstaðir, ein Hof, der inzwischen aufgegeben wurde. Er lag  etwas südlich der Lagune Lónslón und unweit der heute dort verlaufenden Überlandstraße Nr. 85. Dort wuchs Kristján auf, allerdings die meiste Zeit als Halbwaise, da sein Vater ein Jahr nach dem Umzug gestorben war.
Mit zwölf Jahren kam Kristján zu Verwandten auf den Hof Ærlækjarsel am Öxarfjörður. In den folgenden Jahren arbeitete er als Knecht auf verschiedenen Höfen der Umgebung.
Eine richtige Schulbildung konnte Kristján unter diesen Umständen nicht erwerben, nur Grundkenntnisse zunächst, die er allerdings als eifriger Leser und Autodidakt erweiterte. Schließlich fand er finanzielle Unterstützung bei Verwandten und Freunden, die ihm – er war schon 21 Jahre alt – ein Studium in der damaligen Lateinschule in Reykjavík ermöglichten. Diese Schule besuchte er von 1864 bis 1868, brach sie dann aber ohne Abschluss ab. Die Gründe kennt man nicht genau, Armut und Alkoholprobleme können eine Rolle gespielt haben.
In Reykjavík engagierte er sich im Kulturleben und machte hierbei z. B. die Bekanntschaft von Matthías Jochumsson.
Zurück im Norden bekam er Arbeit angeboten und arbeitete nun bei dem dänischen Kaufmann Gustav Iversen im Ort Vopnafjörður, bis er viel zu früh im Jahre 1869, d. h. Im Alter von nur 26 Jahren, starb.

## Werk
Schon früh begann er zu dichten und erwarb sich einen derartigen Ruf in der Gegend, dass man ihm nach einem Arbeitsaufenthalt auf dem Hof Hólsfjöll den Beinamen Fjallaskáld (Bergdichter) gab.
Sein Thema war vor allem die Natur seiner Heimat, z. B. der Wasserfall Dettifoss.
In seinen Jahren in Reykjavík schrieb er zahlreiche Gedichte. Diese sind heute noch beliebt, und etliche von ihnen wurden vertont wie etwa Þorraþrællinn 1866 (Nú er frost á Fróni).